# Grugies
Grugies és un municipi francès situat al departament de l'Aisne i a la regió dels Alts de França. L'any 2007 tenia 873 habitants.

## Demografia

### Població
El 2007 la població de fet de Grugies era de 873 persones. Hi havia 330 famílies de les quals 55 eren unipersonals (24 homes vivint sols i 31 dones vivint soles), 102 parelles sense fills, 149 parelles amb fills i 24 famílies monoparentals amb fills.
La població ha evolucionat segons el següent gràfic:
Habitants censats

### Habitatges
El 2007 hi havia 342 habitatges, 334 eren l'habitatge principal de la família i 8 estaven desocupats. 340 eren cases i 2 eren apartaments. Dels 334 habitatges principals, 244 estaven ocupats pels seus propietaris, 85 estaven llogats i ocupats pels llogaters i 5 estaven cedits a títol gratuït; 9 tenien dues cambres, 39 en tenien tres, 115 en tenien quatre i 171 en tenien cinc o més. 260 habitatges disposaven pel capbaix d'una plaça de pàrquing. A 133 habitatges hi havia un automòbil i a 169 n'hi havia dos o més.

### Piràmide de població
La piràmide de població per edats i sexe el 2009 era:
| Homes | Edats   | Dones |
| ----- | ------- | ----- |
| 0     | 95 o +  | 0     |
| 0     | 90 a 94 | 0     |
| 0     | 85 a 89 | 0     |
| 4     | 80 a 84 | 0     |
| 12    | 75 a 79 | 16    |
| 16    | 70 a 74 | 24    |
| 20    | 65 a 69 | 24    |
| 24    | 60 a 64 | 24    |
| 24    | 55 a 59 | 28    |
| 28    | 50 a 54 | 20    |
| 28    | 45 a 49 | 28    |
| 36    | 40 a 44 | 32    |
| 40    | 35 a 39 | 44    |
| 52    | 30 a 34 | 48    |
| 12    | 25 a 29 | 40    |
| 24    | 20 a 24 | 4     |
| 28    | 15 a 19 | 32    |
| 20    | 10 a 14 | 32    |
| 28    | 5 a 9   | 44    |
| 32    | 0 a 4   | 28    |

## Economia
El 2007 la població en edat de treballar era de 567 persones, 433 eren actives i 134 eren inactives. De les 433 persones actives 393 estaven ocupades (207 homes i 186 dones) i 40 estaven aturades (12 homes i 28 dones). De les 134 persones inactives 45 estaven jubilades, 49 estaven estudiant i 40 estaven classificades com a «altres inactius».

### Ingressos
El 2009 a Grugies hi havia 371 unitats fiscals que integraven 1.025,5 persones, la mediana anual d'ingressos fiscals per persona era de 18.456 €.

### Activitats econòmiques
Dels 20 establiments que hi havia el 2007, 1 era d'una empresa alimentària, 2 d'empreses de fabricació d'altres productes industrials, 5 d'empreses de construcció, 5 d'empreses de comerç i reparació d'automòbils, 1 d'una empresa de transport, 1 d'una empresa d'hostatgeria i restauració, 2 d'empreses de serveis, 2 d'entitats de l'administració pública i 1 d'una empresa classificada com a «altres activitats de serveis».
Dels 7 establiments de servei als particulars que hi havia el 2009, 1 era una oficina de correu, 1 paleta, 3 lampisteries, 1 electricista i 1 restaurant.
Dels 3 establiments comercials que hi havia el 2009, 1 era una botiga de més de 120 m² i 2 fleques.

## Equipaments sanitaris i escolars
El 2009 hi havia una escola elemental.

## Poblacions més properes
El següent diagrama mostra les poblacions més properes.